# Obsjtina Bregovo
Obsjtina Bregovo (bulgariska: Община Брегово) är en kommun i Bulgarien.   Den ligger i regionen Vidin, i den nordvästra delen av landet, 170 km norr om huvudstaden Sofia. Antalet invånare är 2 552. Arean är 40 kvadratkilometer.
Terrängen i Obsjtina Bregovo är platt.
Obsjtina Bregovo delas in i:
- Balej
- Vrăv
- Gămzovo
- Delejna
- Kosovo
- Kudelin
- Rakitnitsa

Följande samhällen finns i Obsjtina Bregovo:
- Bregovo
- Vrăv

Trakten runt Obsjtina Bregovo består till största delen av jordbruksmark. Runt Obsjtina Bregovo är det ganska tätbefolkat, med 72 invånare per kvadratkilometer.